# Nathan Johnson (musiker)
Nathan Tyler Johnson, född 4 augusti 1976 i Washington, D.C. (uppvuxen i Colorado), är en amerikansk filmkompositör, regissör och producent. Han är kusin med regissören Rian Johnson och musikproducenten Aaron Johnson, och har skrivit och komponerat musiken till nästan alla av den förstnämnde kusinens filmer, med start från mysteriethrillern Brick från 2005.

## Arbeten (i urval)
- 2005 – Brick
- 2008 – The Brothers Bloom
- 2012 – Looper
- 2013 – Don Jon
- 2014 – Young Ones
- 2014 – Kill the Messenger
- 2019 – Knives Out
- 2021 – Mr. Corman (TV-serie) (8 avsnitt)
- 2021 – Nightmare Alley
- 2022 – Glass Onion: A Knives Out Mystery
- 2025 – Wake Up Dead Man: A Knives Out Mystery